# Palfinger
Palfinger AG је аустријски произвођач хидрауличних система за подизање, утовар и руковање, а посебно је познат по изради дизалица. Са преко 150 модела и тржишним уделом од 35 одсто, лидер је на светском тржишту.